# Opere di Antoni Gaudí
Le opere di Antoni Gaudí sono un sito seriale inserito dall'UNESCO nella lista del Patrimonio Mondiale nel 1984 col nome Parco Güell, Palazzo Güell e Casa Milà a Barcellona, ampliato nel luglio del 2005 col nome attuale. La serie comprende sette delle costruzioni dell'architetto catalano, situate in Spagna, tutte nella provincia di Barcellona.
Sette beni costruiti dall'architetto Antoni Gaudí, a Barcellona o nei suoi dintorni, testimoniano il contributo creativo eccezionale di Gaudí allo sviluppo dell'architettura e delle tecniche costruttive tra la fine del XIX secolo e l'inizio del XX. Questi monumenti sono la manifestazione di uno stile talvolta eclettico e molto personale, che si è potuto esprimere liberamente non solo nell'architettura, ma anche nell'arte dei giardini, nella scultura e in tutte le forme di arti decorative.

## I sette beni del sito seriale
| Numero  | Città                    | Sito                                                   | Anno | Area (ha)                        | Coordinate               | Immagine |
| ------- | ------------------------ | ------------------------------------------------------ | ---- | -------------------------------- | ------------------------ | -------- |
| 320-001 | Barcellona               | Parco Güell                                            | 1984 | bene: 10,79 zona cuscinetto: 9,4 | 41°24′59.6″N 2°09′07.7″E |          |
| 320-002 | Barcellona               | Palazzo Güell                                          | 1984 | bene: 0,17 zona cuscinetto: 3,66 | 41°22′50.5″N 2°10′30.6″E |          |
| 320-003 | Barcellona               | Casa Milà                                              | 1984 | bene: 0,5 zona cuscinetto: 11,17 | 41°23′51.3″N 2°09′46.9″E |          |
| 320-004 | Barcellona               | Casa Vicens                                            | 2005 | bene: 0,12 zona cuscinetto: 4,23 | 41°22′50.5″N 2°10′30.6″E |          |
| 320-005 | Barcellona               | Facciata della Natività e Cripta della Sagrada Família | 2005 | bene: 0,19 zona cuscinetto: 7,22 | 41°24′19.8″N 2°10′30.2″E |          |
| 320-006 | Barcellona               | Casa Batlló                                            | 2005 | bene: 0,46 zona cuscinetto: 1,02 | 41°22′00.3″N 2°09′59″E   |          |
| 320-007 | Santa Coloma de Cervelló | Cripta della Colonia Güell                             | 2005 | bene: 0,22 zona cuscinetto: 0,32 | 41°23′16″N 2°10′30″E     |          |